# Sound of...
Sound of… je každoroční anketa hudebních kritiků a odborníků hudebního odvětví vyhlašovaná britskou společností BBC, s cílem nalézt nejslibnějšího hudebního nováčka roku. Poprvé byla anketa vyhlášena v roce 2003 stránkami BBC News website a nyní je široce zastřešena online korporacemi, rádiovými a televizními outlety a ostatními médii. V prosinci je zveřejňován širší list 15 uchazečů na toto ocenění a v lednu dochází k vyhlášení užšího výběru a nakonec i vítěze této ankety.

## Vítězové

### 2003–2009
| Rok           | Vítěz              | 2. místo                 | 3. místo               | 4. místo          | 5. místo      | 6. místo        | 7. místo                      | 8. místo          | 9. místo    | 10. místo         |
| ------------- | ------------------ | ------------------------ | ---------------------- | ----------------- | ------------- | --------------- | ----------------------------- | ----------------- | ----------- | ----------------- |
| Sound of 2003 | 50 Cent            | Electric Six             | Yeah Yeah Yeahs        | The Thrills       | Dizzee Rascal | Interpol        | Audio Bullys                  | Mario             | The Datsuns | Sean Paul         |
| Sound of 2004 | Keane              | Franz Ferdinand          | Wiley                  | Razorlight        | Joss Stone    | McFly           | Scissor Sisters               | The Ordinary Boys | Tali        | Gemma Fox         |
| Sound of 2005 | The Bravery        | Bloc Party               | Kano                   | The Game          | Kaiser Chiefs | KT Tunstall     | The Dead 60s                  | The Dears         | Tom Vek     | The Magic Numbers |
| Sound of 2006 | Corinne Bailey Rae | Clap Your Hands Say Yeah | The Feeling            | Plan B            | Guillemots    | Sway            | Chris Brown                   | Marcos Hernandez  | Kubb        | The Automatic     |
| Sound of 2007 | Mika               | The Twang                | Klaxons                | Sadie Ama         | Enter Shikari | Air Traffic     | Cold War Kids                 | Just Jack         | Ghosts      | The Rumble Strips |
| Sound of 2008 | Adele              | Duffy                    | The Ting Tings         | Glasvegas         | Foals         | Vampire Weekend | Joe Lean & the Jing Jang Jong | Black Kids        | MGMT        | Santigold         |
| Sound of 2009 | Little Boots       | White Lies               | Florence + the Machine | Empire of the Sun | La Roux       | Lady Gaga       | V V Brown                     | Kid Cudi          | Passion Pit | Dan Black         |

### 2010–2013
| Rok           | Vítěz            | 2. místo                | 3. místo      | 4. místo    | 5. místo        | 6.–7. místo |
| ------------- | ---------------- | ----------------------- | ------------- | ----------- | --------------- | --- |
| Sound of 2010 | Ellie Goulding   | Marina and the Diamonds | Delphic       | Hurts       | The Drums       | Daisy Dares You, Devlin, Everything Everything, Giggs, Gold Panda, Joy Orbison, Owl City, Rox, Stornoway, Two Door Cinema Club |
| Sound of 2011 | Jessie J         | James Blake             | The Vaccines  | Jamie Woon  | Clare Maguire   | Anna Calvi, Daley, Esben and the Witch, Jai Paul, Mona, Nero, The Naked and Famous, Warpaint, Wretch 32, Yuck                  |
| Sound of 2012 | Michael Kiwanuka | Frank Ocean             | Azealia Banks | Skrillex    | Niki & The Dove | ASAP Rocky, Dot Rotten, Dry The River, Flux Pavilion, Friends, Jamie N Commons, Lianne La Havas, Ren Harvieu, Spector, Stooshe |
| Sound of 2013 | Haim             | AlunaGeorge             | Angel Haze    | Laura Mvula | Chvrches        | A*M*E, Arlissa, King Krule, Kodaline, Little Green Cars, Palma Violets, Peace, Savages, The Weeknd, Tom Odell                  |

## Sound of 2009
Více než 130 kritiků, editorů a komentátorů se zúčastnilo ankety Sound of 2009, ve které zvítězila electro-popová zpěvačka Little Boots. Poprvé byl 5. prosince 2008 zveřejněn dlouhý list 15 uchazečů na stránkách BBC. Ostatní umělci zahrnuti v širším výběru byli The Big Pink, Frankmusik, Master Shortie, Mumford & Sons a The Temper Trap.

## Sound of 2010
Širší výběr na anketu Sound of 2010 byl zveřejněn 7. prosince 2009. Mezi nominované patřili Daisy Dares You, Delphic, Devlin, The Drums, Everything Everything, Giggs, Gold Panda, Ellie Goulding, Hurts, Joy Orbison, Marina and the Diamonds, Owl City, Rox, Stornoway a Two Door Cinema Club. Na začátku ledna 2010 byli zveřejněni držitelé pátého až druhého místa. 8. ledna 2010 byl vyhlášen vítěz tohoto ročníku, jímž se stala zpěvačka Ellie Goulding. Ta se posléze umístila na první příčce se svým debutovým albem Lights.

## Sound of 2011
Dne 6. prosince 2010 byl zveřejněn dlouhý list nominovaných muzikantů v anketě Sound of 2011. Mezi ně patřili Anna Calvi, Clare Maguire, Daley, Esben and the Witch, Jai Paul, James Blake, Jamie Woon, Jessie J, Mona, Nero, The Naked and Famous, The Vaccines, Warpaint, Wretch 32 a Yuck. 7. ledna 2011 byla vyhlášena vítězka ankety, kterou se stala zpěvačka Jessie J.

## Sound of 2012
Širší výběr kandidátů na Sound of 2012 byl odhalen 5. prosince 2011. Kandidáti na ocenění byli ASAP Rocky, Azealia Banks, Dot Rotten, Dry The River, Flux Pavilion, Frank Ocean, Friends, Jamie N Commons, Lianne La Havas, Michael Kiwanuka, Niki & The Dove, Ren Harvieu, Skrillex, Spector a Stooshe. 6. ledna 2012 bylo oznámeno, že se Michael Kiwanuka stal vítězem této ankety.

## Sound of 2013
Široký výběr nominovaných v anketě Sound of 2013 byl zveřejněn 9. prosince 2012. Mezi nominovanými byli AlunaGeorge, A*M*E, Angel Haze, Arlissa, Chvrches, Haim, King Krule, Kodaline, Laura Mvula, Little Green Cars, Palma Violets, Peace, Savages, The Weeknd a Tom Odell. 4. ledna 2013 byl na Radio 1 zveřejněn vítěz ankety, jímž se stala dívčí skupina Haim.

## Kritika
Častokrát bylo kritizováno, že anketa Sound of…, společně s ostatními podobnými anketami vytváří tak zvanou sebenaplňující předpověď. Kritik týdeníku Guardian, Kitty Empire, v prosinci roku 2007 napsala: „Mnozí z nás jsou pověření editoři a přispivající žurnalisté předpovídající si své vlastní talenty, které bychom měli sledovat. Abychom nevypadali jako idioti, vybíráme umělce, jejichž alba jsou očekávaná, než abychom vybrali nějakého mladíka s cínovou píšťalkou, kterého jsme objevili na MySpace.“
Stejný problém byl opět zmíněn v roce 2011, krátce po zveřejnění širšího výběru na anketu Sound of 2012. Joe Burgis z deníku The Telegraph napsal: „The Sound of 2012 čelí kritice kvůli svému očividnému zatížení na mainstreamové umělce.“
Odpověď vedoucího oddělení hudby na BBC Radio 1 a 1Xtra zněla: „Tento seznam bude inspirovat k debatě, to jistě, ale co je nejdůležitější, povede k objevu umělců a hudebníků, kteří se snaží vystoupit z neustále se rozšiřujícího davu, což je zaručeně dobrá věc“.